# Unitat de tren

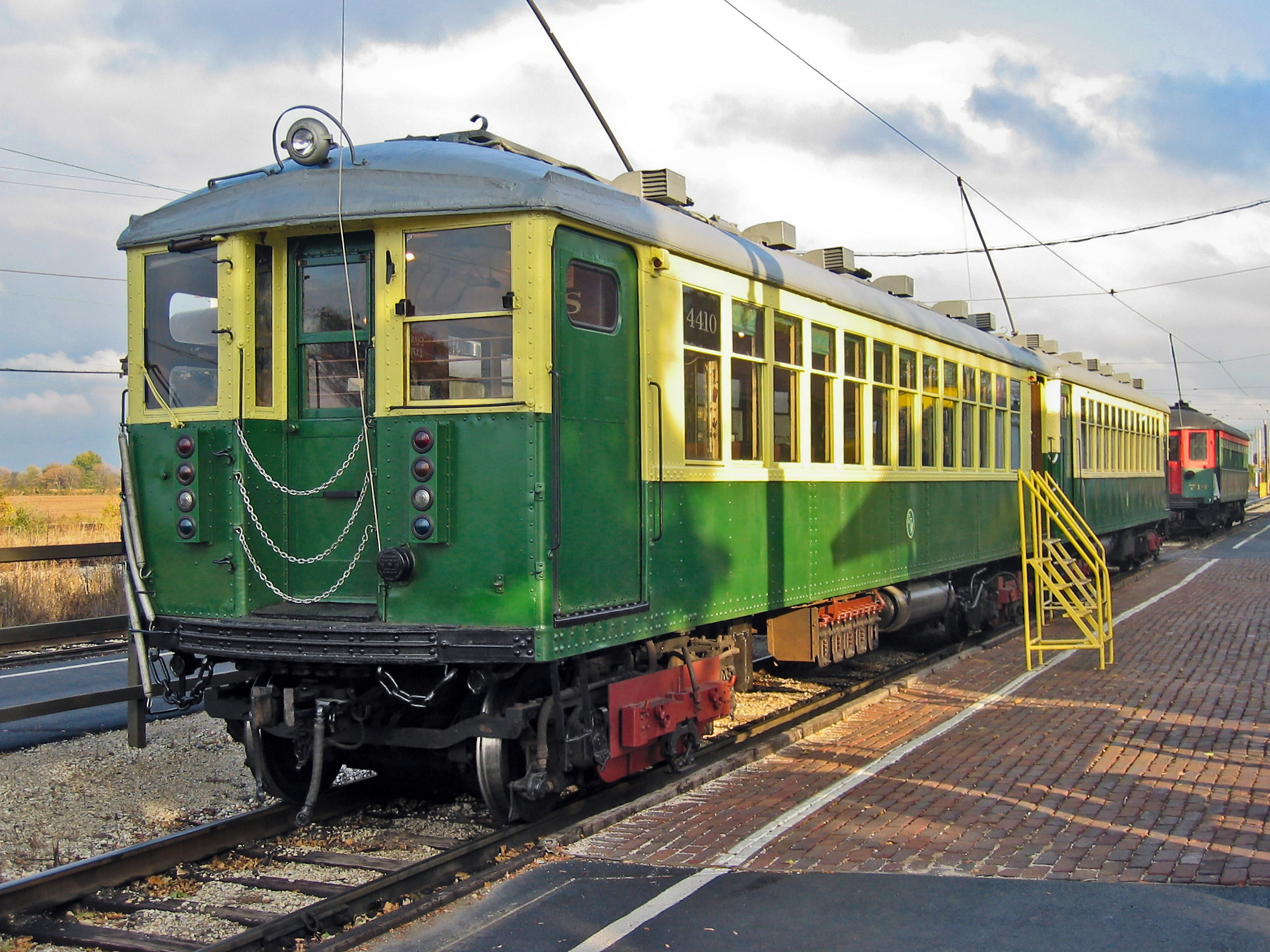
Automotor elèctric múltiple del Chicago Rapid Transit Company de 1922

Una unitat de tren o unitat múltiple és un conjunt de vehicles automotors i remolcs que formen una composició indivisible preparada per circular sola o per acoblar-se a altres composicions.
Encara que hi ha la tendència de prendre com a sinònims els termes «automotor» i «unitat» la veritat és que ambdós conceptes són semblants, però no iguals, ja que existeixen una sèrie de diferències que no poden ser obviades. L'automotor és una composició indivisible en condicions normals, capaç de propulsar-se pels seus propis mitjans sense necessitat de comptar amb una locomotora que li doni tracció, ja que compta amb tots els dispositius (mecànics i de control) per desplaçar-se. En contra de la creença popular, en la qual la paraula «automotor» es fa servir per identificar un tren autopropulsat de tracció dièsel, l'automotor pot ser tant de tracció elèctrica com dièsel.

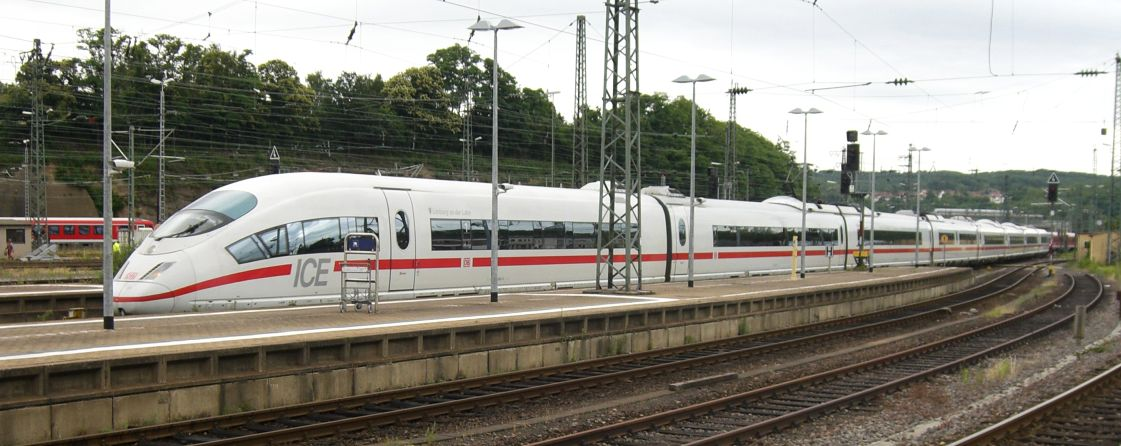
Automotor elèctric múltiple d'alta velocitat ICE 3 de Alemanya

## Tipus
Les unitats múltiples són de tres tipus motrius principals:
- Unitat múltiple elèctrica
- Unitat múltiple dièsel
- Unitat múltiple dièsel-elèctrica

## Història i descripció

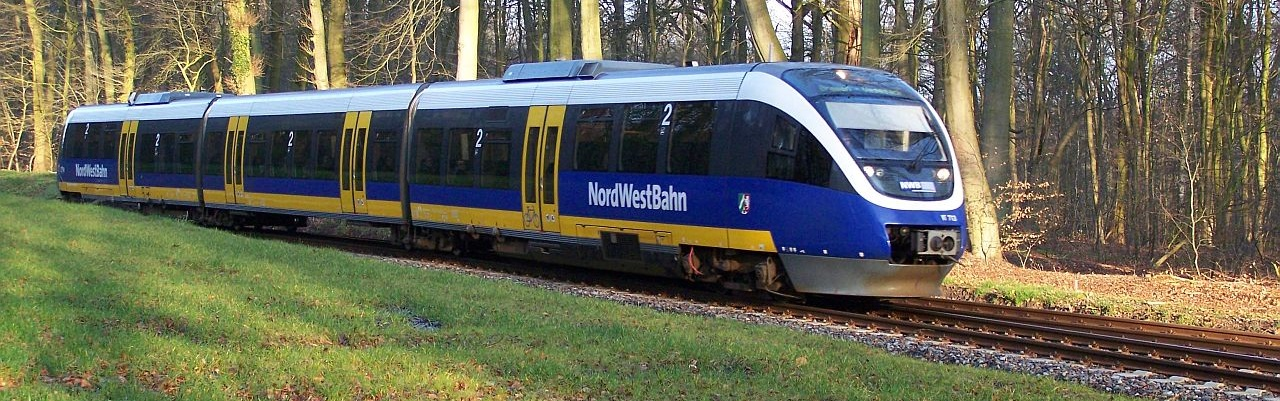
Automotor amb motor dièsel d'unitats múltiples Bombardier Talent.

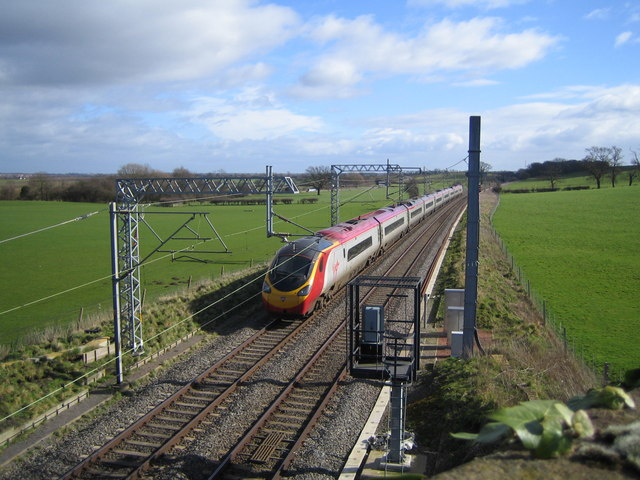
Amb el sistema de control d'«unitats múltiples», diversos automotors poden funcionar eficaçment en el mateix tren, permetent formacions més llargues. Aquí el tren d'alta velocitat Pendolino.

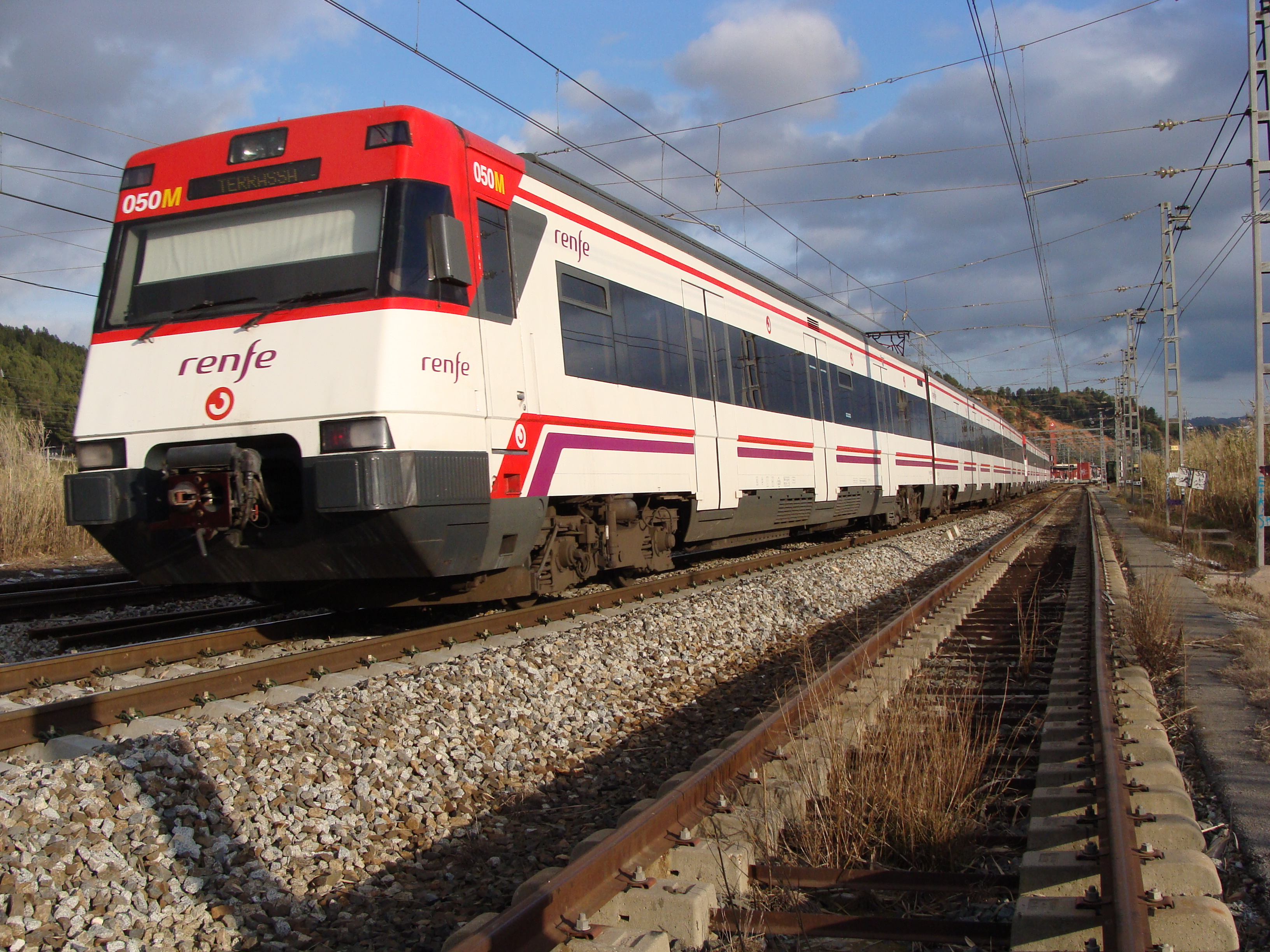
Unitat múltiple Renfe 447 elèctrica fent entrada a l'estació de Castellbisbal al Vallès Occidental.

La unitat de tren múltiple va ser concebuda per Frank Julian Sprague i aplicada i provada per primera vegada al South Side Elevated Railroad (que avui dia forma part del Chicago "L") el 1897.
L'automotor admet múltiples tipus de composició, ja que pot acoblar altres automotors, cotxes remolc i fins i tot vagons de mercaderies. D'altra banda, la unitat de tren està formada per la unió de dos o més cotxes de manera permanent i el cotxe motor, que en alguns casos poc freqüents pot circular de manera independent. Tant l'automotor com la unitat de tren tenen, en general, la possibilitat de formar composicions múltiples amb altres vehicles de característiques iguals o similars, per poder adaptar la capacitat de la composició en funció de la demanda de viatgers. És el cas de les sèries 446 i 447, les quals, tot i que compten amb equips elèctrics i electrònics completament diferents, poden acoblar-se entre elles.
Una unitat de tren és un conjunt indeformable de vehicles encapçalats per un o diversos vehicles motors, denominats «cotxe motor», i per un nombre variable de remolcs, que poden ser intermedis o pilots, mentre que un automotor es troba format per un únic cotxe motor, al qual poden agregar-se, de manera «deformable», més cotxes (motors i/o remolcs) per augmentar la capacitat del tren. Així, encara que normalment són coneguts com a «automotors», la veritat és que els trens autopropulsats de les sèries 592, 593, 594, 597 "TER" i 598 de Renfe són en realitat unitats de tren, ja que es troben formats per dos o més cotxes acoblats de manera permanent. Per contra, sí que són automotors les sèries 590, 595 i 596, atès que als vehicles motors se'ls poden (o podien en el cas de les sèrie 590 i 595, ja desaparegudes) acoblar més cotxes de manera «deformable». El cotxe motor d'una unitat de tren normalment va situat en un extrem de la composició; si la composició és de dos cotxes motors aquests se situaran de manera simètrica. Tanmateix, hi ha alguns casos de cotxes motors intermedis, és a dir, sense cabina de conducció, normalment destinats a reforçar la tracció d'autopropulsats amb cotxes motors en els extrems. Aquest és el cas dels cotxes «S» de les sèries 3000, 7000, 8000 i 9000 del Metro de Madrid. Per la seva banda, els cotxes remolc poden ser remolcs intermedis, sense cabina de conducció i dotats amb accés des dels altres cotxes de la composició per ambdues testeres, o bé remolcs amb cabina de conducció, cotxes similars als intermedis però dotats d'una cabina de conducció en un extrem, generalment similar o idèntica a la del cotxe motor, que fan possible la conducció en ambdós sentits.

### Múltiples variants
Hi pot haver trens autopropulsats amb múltiples variants en la seva composició, entre les quals es destaquen, per la seva especial rellevància, les següents:
- Mc+R+Rc: un cotxe motor, un remolc central i un remolc cabina. Ex: sèrie 440 de Renfe.
- Mc+Rc: un cotxe motor i un remolc cabina. Ex: la històrica Sèrie 600 del Metro de Barcelona i FGC; sèrie 2000 del Metro de Madrid.
- Mc+R+Mc: dos cotxes motors entre els quals hi ha un remolc. Ex: sèrie 447 de Renfe, sèrie 213 dels FGC.
- Mc+4R+Mc: dos cotxes motors i quatre remolcs intermedis. Ex: sèrie 450 de Renfe.

### Aplicacions
Pràcticament tot el material rodant dels transports metropolitans, com els utilitzats en els sistemes del metro, són trens d'unitats múltiples, en general elèctrics. Molts dels trens d'alta velocitat són també de material rodant d'unitat múltiple, com el Shinkansen japonès, l'alemany ICE 3 i el francès AGV d'Alstom.
Variants en material rodant d'unitats de tren:
- Tren d'alta velocitat
- Tren regional i local
- Tren metropolità
- Tren de muntanya
- Ferrocarril unitat múltiple de mercaderies

## Característiques

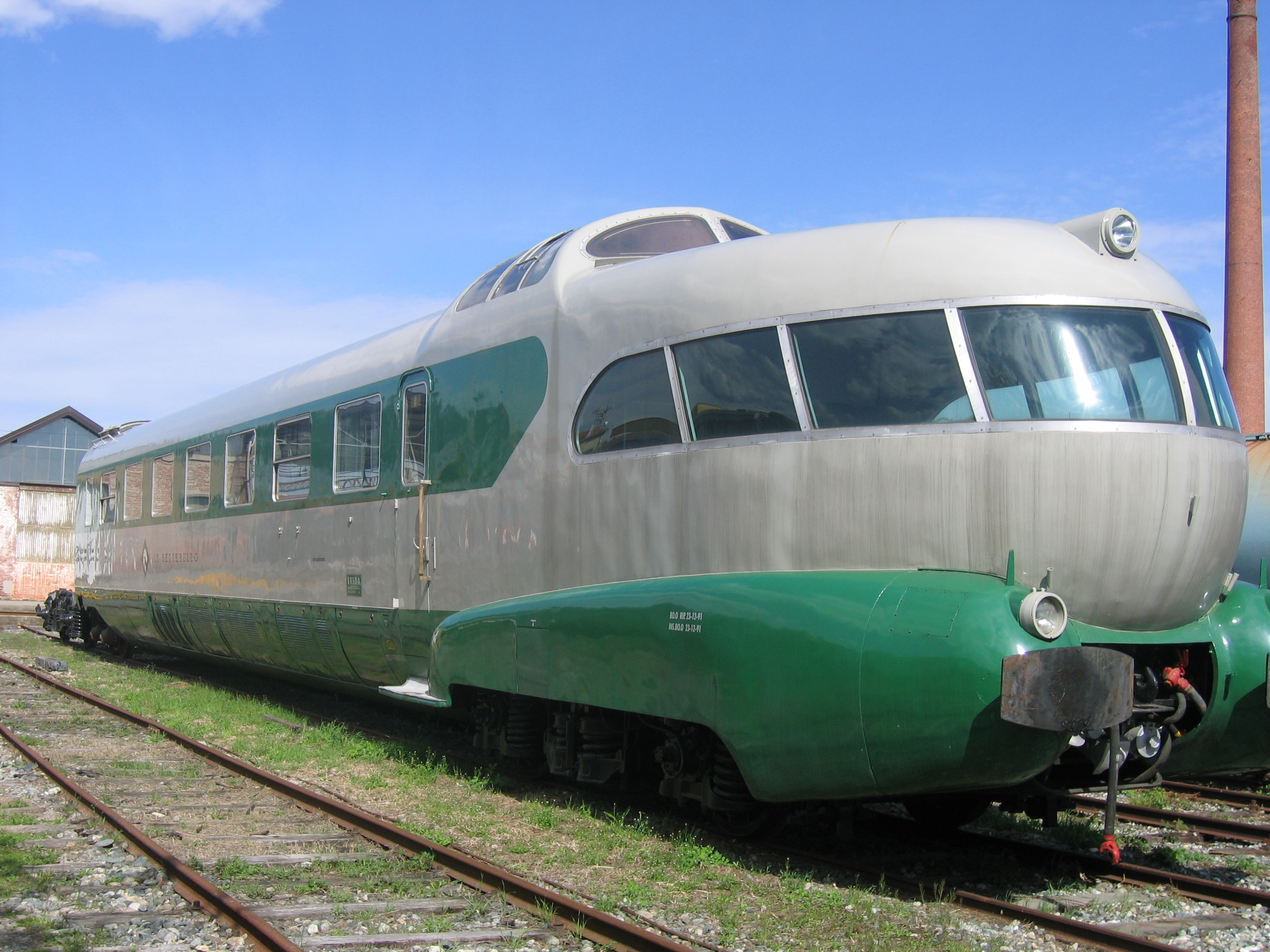
La nova i revolucionària generació de trens elèctrics d'alta velocitat és d'unitats múltiples. Veiem aquí un dels seus antecessors, el Settebello ETR 300 (1953) d'Itàlia.

El cotxe motor d'un tren autopropulsat, a més de tenir l'interior adaptat al transport de passatgers (seients, il·luminació, climatització, etc.), disposa dels mecanismes i equips necessaris per efectuar tracció i frenada de manera autònoma i independent d'una locomotora. Els cotxes remolcats són assimilables, en característiques i prestacions tècniques, a cotxes de viatgers convencionals, ja que no tenen mecanismes de propulsió, i disposen d'un sistema de fre conjugat amb el fre del cotxe motor que assegura una frenada el més efectiva possible. Els cotxes remolcats situats en l'extrem oposat al cotxe motor disposen d'una cabina pilot, permetent que el tren pugui circular en ambdós sentits sense impediments de cap mena.

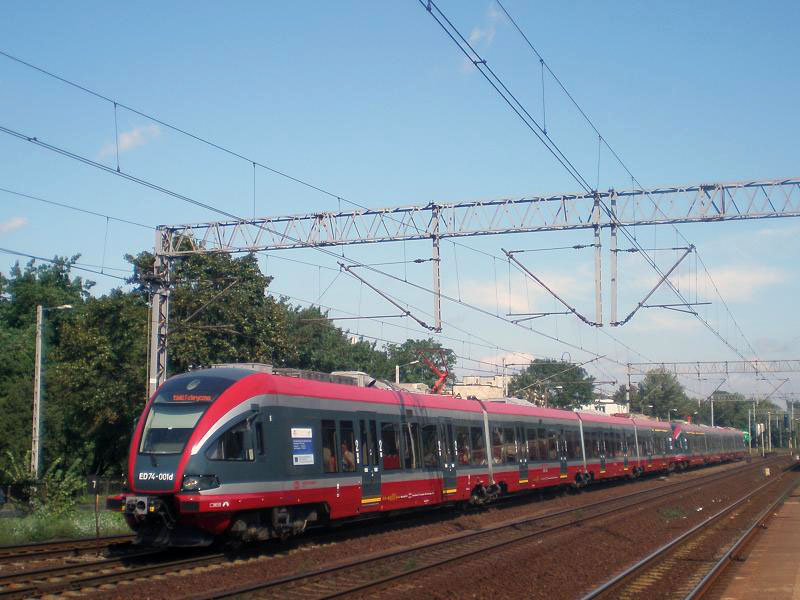
Unitat múltiple elèctrica PESA ED74 Bygostia.

Un dels principals avantatges de les unitats de tren és la seva reversibilitat, ja que, en disposar d'una cabina de conducció a cada extrem, només cal que el maquinista canviï de cabina. En les composicions remolcades, tant de material convencional com Talgo, tret que el tren compti amb un cotxe dotat de cabina pilot en l'extrem oposat a la locomotora dins de la composició, cal que la locomotora canviï d'un extrem a un altre de la composició. Això obliga a tenir aturat el tren més temps del necessari per permetre la baixada i pujada dels passatgers, la qual cosa penalitza notablement els temps de viatge en trajectes que requereixen una o més inversions de marxa, com és el cas dels trens Arco entre Barcelona i Múrcia, en els quals la locomotora ha de canviar de posició diverses vegades perquè algunes de les estacions de l'itinerari es troben en cul de sac.
Un altre dels avantatges de les unitats de tren és la seva gran capacitat d'acceleració, la qual cosa les fa molt adequades per a serveis amb moltes parades i/o poca distància entre elles, com en el cas dels ferrocarrils de rodalia o les xarxes de ferrocarrils metropolitans.
Dins de la família de trens autopropulsats hi ha infinitat de tipus de vehicles, segons que es destinin a un servei o a un altre. Per a serveis en ferrocarrils metropolitans s'utilitzen trens amb una gran capacitat de places, principalment dempeus, i dotats d'un gran nombre de portes per costat (normalment tres o quatre portes per costat i cotxe), per facilitar els moviments de sortida i entrada dels passatgers, un dels factors que més retarden la marxa a les xarxes metropolitanes. En les xarxes de rodalies de les grans ciutats s'empren vehicles similars als de les xarxes de metro quant a la concepció general dels vehicles, però amb un nombre més gran de places assegudes en detriment de les places de peu i, en general, amb un major confort, tant en suavitat de marxa com en seients. Per a serveis regionals, tant de curta distància com de llarga distància, els vehicles més adequats són aquells que disposin de dues o tres plataformes d'accés, separant cada plataforma dos salons o espais de viatgers, de manera que s'aconsegueix una eficaç distribució dels passatgers al llarg del vehicle, alhora que s'aconsegueix un nombre més gran de places assegudes o una major separació entre els seients. Aquesta distribució d'espais permet que, arribat el cas, aquests trens es puguin emprar en xarxes de rodalia. En els serveis de llarg recorregut servits amb trens autopropulsats, la distribució dels espais dins del vehicle sol ser semblant a la dels cotxes remolcats de tipus convencional, amb un únic saló de viatgers que ocupa tota la longitud del cotxe, quedant els accessos al vehicle en els extrems d'aquest saló.

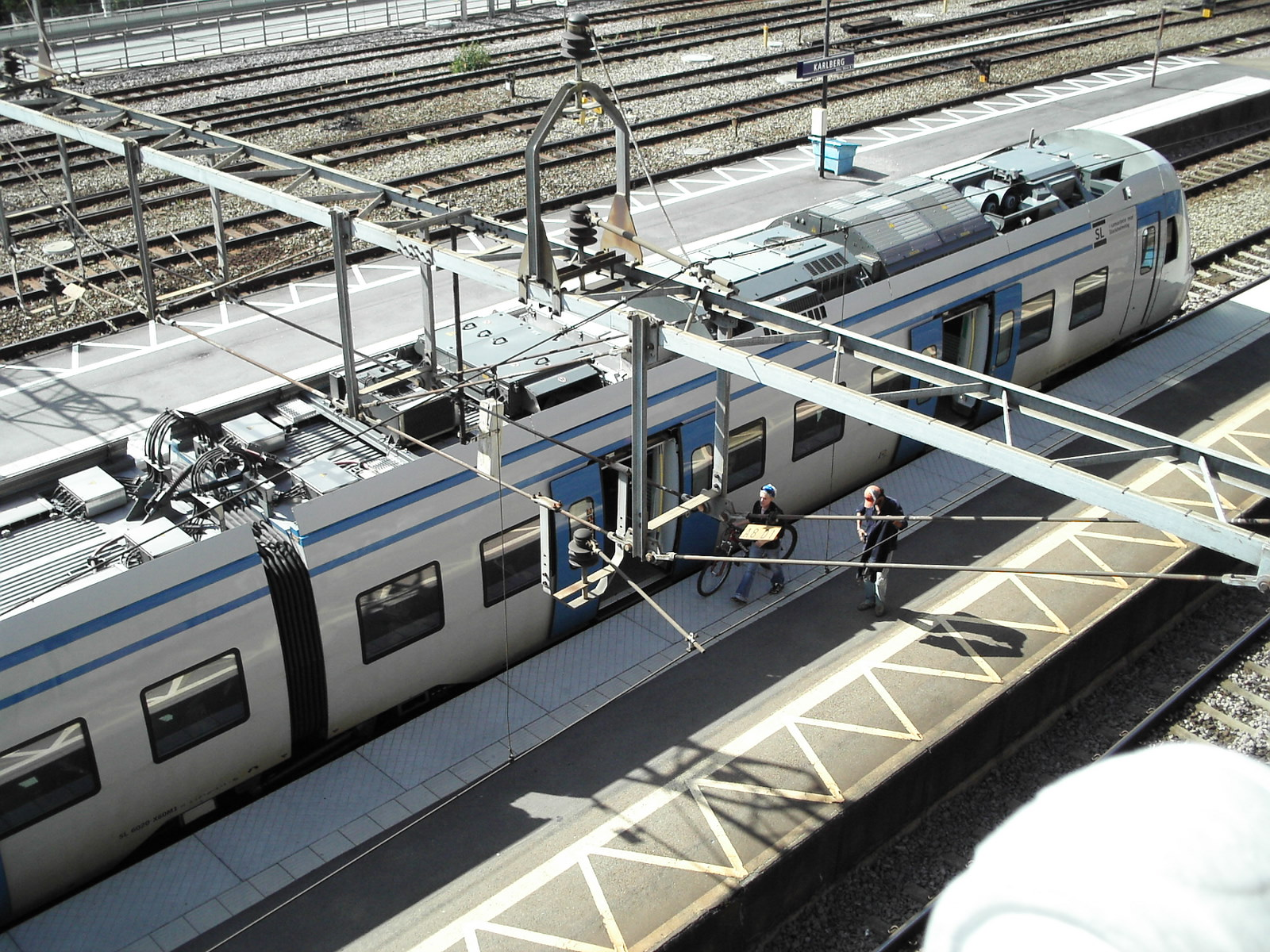
Les unitats múltiples s'han convertit en el tipus més comú de ferrocarrils metropolitans
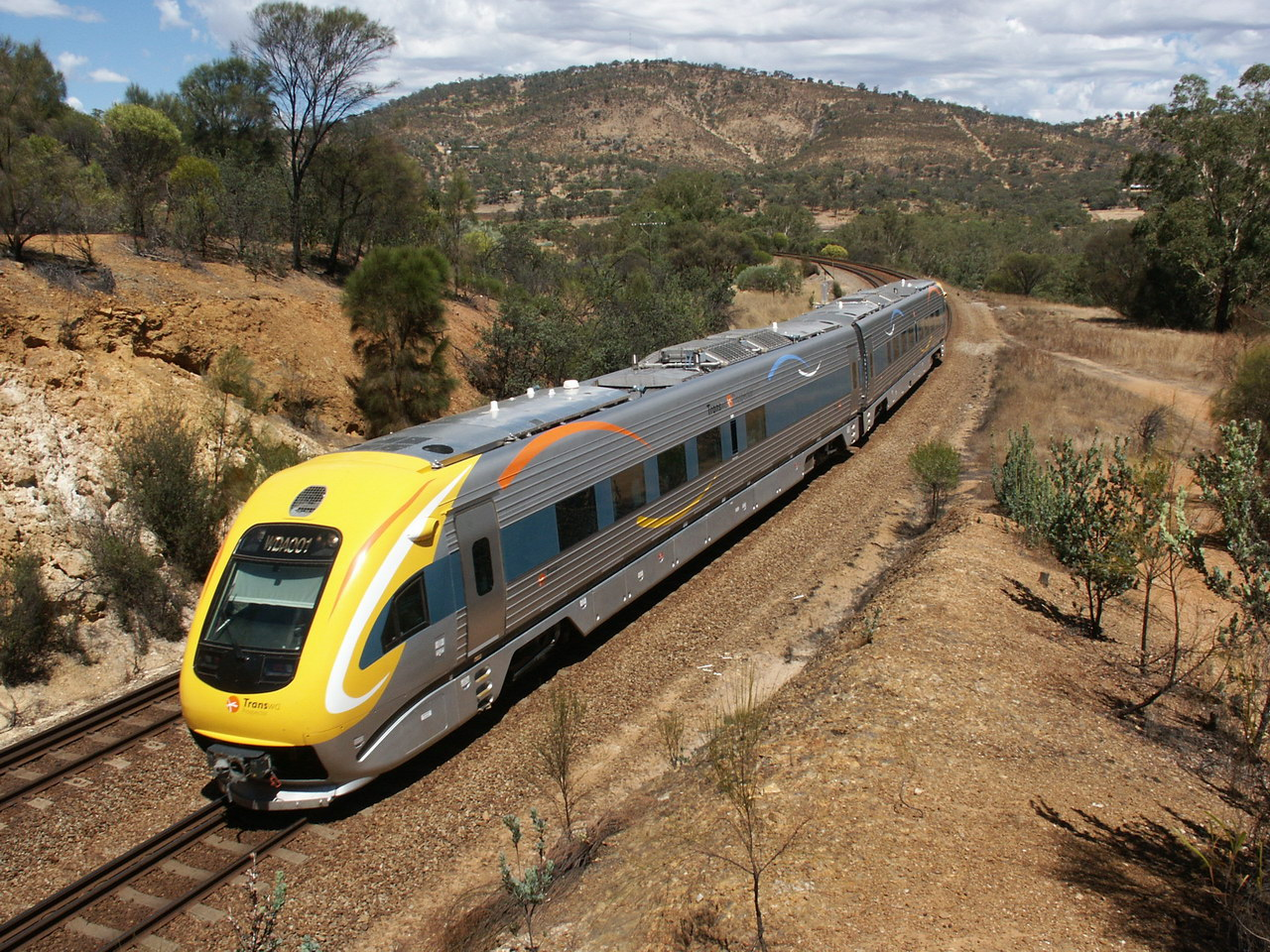
Automotor amb motor dièsel d'unitats múltiples en serveis de mitjana i llarga distància en Austràlia
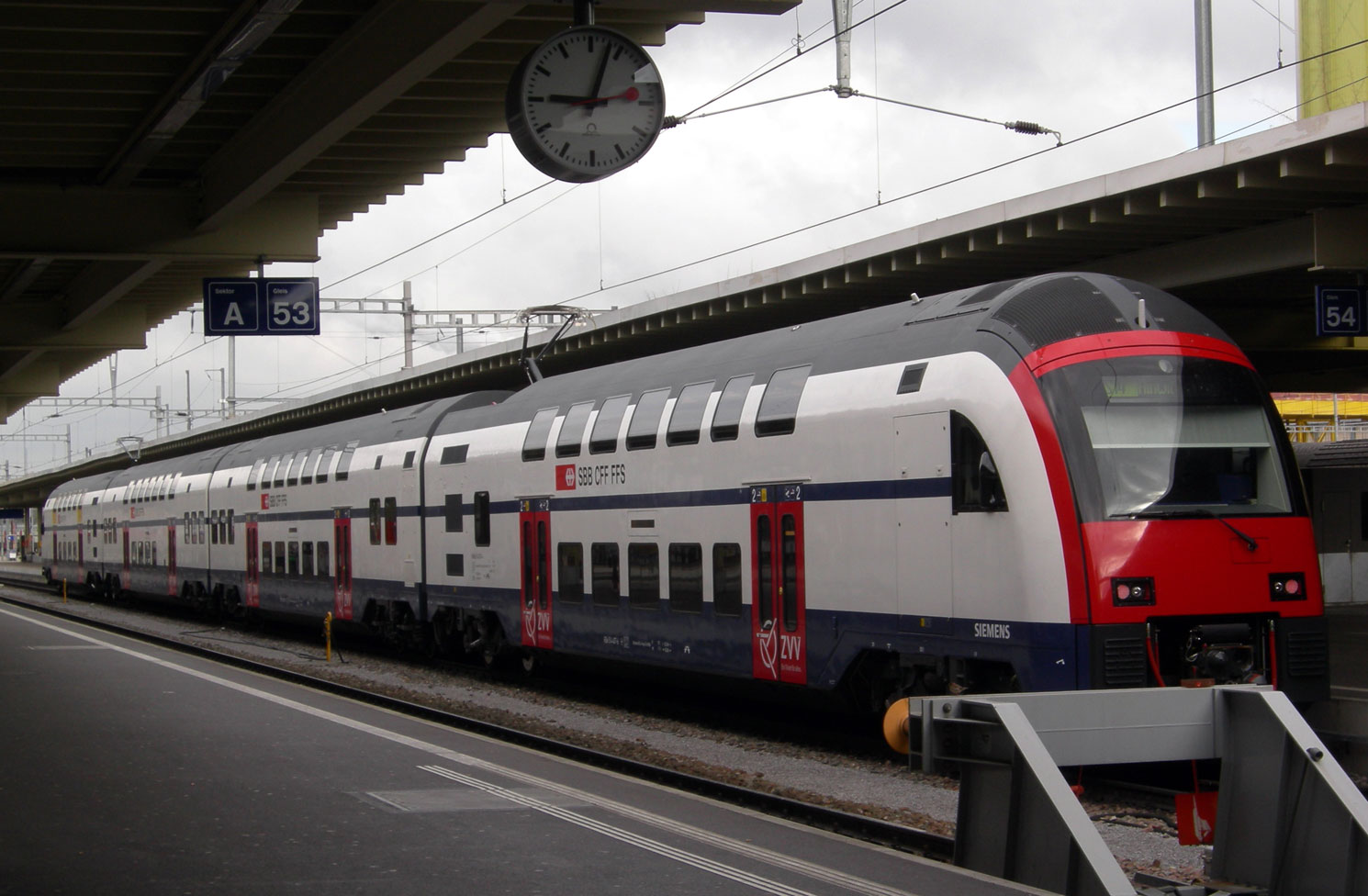
Unitat múltiple de dos pisos Siemens Desiro
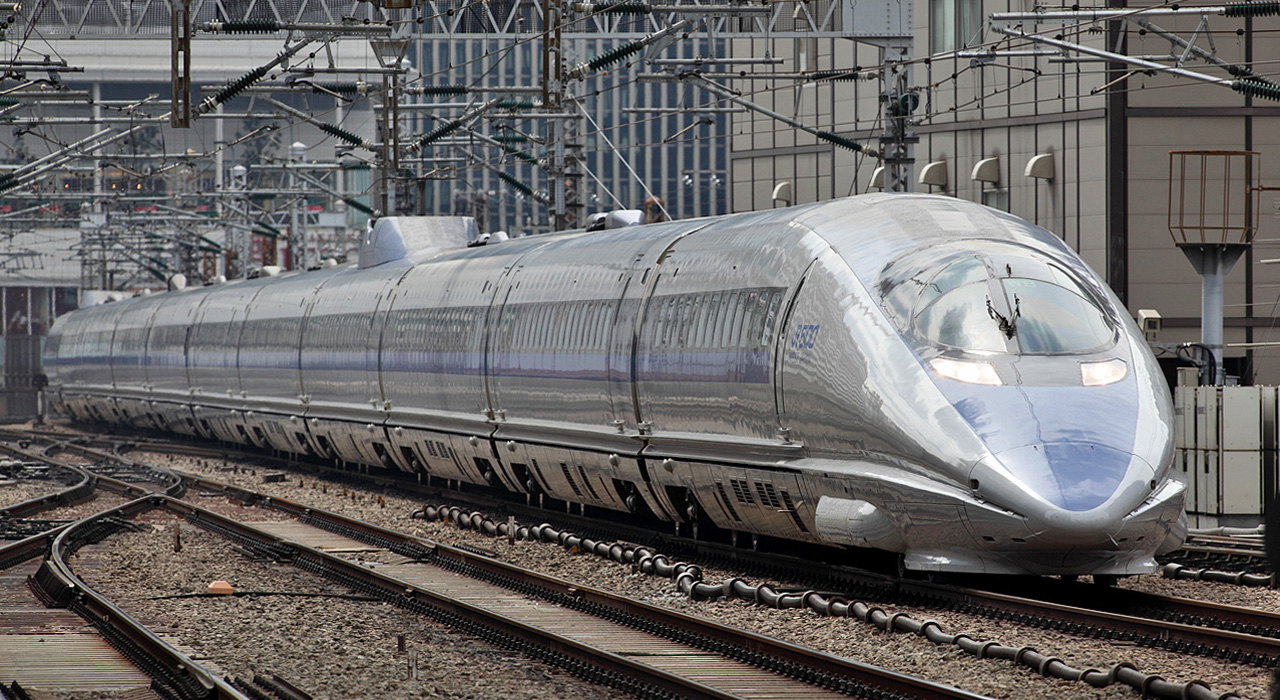
Automotor elèctric múltiple d'alta velocitat Shinkansen del Japó